# Claude Schaefer
Claude Schaefer (geboren 13. August 1913 in Breslau; gestorben 21. Februar 2010 in Fontainebleau (Seine-et-Marne)) war ein deutsch-französischer Kunsthistoriker.

## Leben
Claude Schaefer begann 1932 das Studium der Kunstgeschichte in Hamburg und München. Nach der Machtübergabe an die Nationalsozialisten 1933 floh er nach Paris, wo er von Henri Focillon aufgenommen wurde. Seine Eltern mussten 1937 aus Deutschland nach Uruguay emigrieren und Schaefer gelang es während des Zweiten Weltkriegs, ihnen 1942 aus dem besetzten Frankreich über Französisch-Nordafrika dorthin nach Montevideo zu folgen. Nach Kriegsende wurde er 1946 in Paris promoviert. Schaefer ging 1961 als Professor an die Brandeis University und an das Chatham College in Pittsburgh. Von 1963 bis 1972 war er Professor an der Université de Montréal und kehrte schließlich nach Frankreich zurück, wo er 1972 in Paris mit einer Arbeit über Jean Fouquet habilitierte und bis 1978 als Professor an der Universität Tours lehrte. Bis ins hohe Alter beschäftigte sich Schaefer mit Jean Fouquet und legte 1994 eine umfassende Monographie über ihn vor, für die er wieder die deutsche Sprache benutzte.

## Schriften (Auswahl)
- Joaquín Torres-García. Buenos Aires, Ed. Poseidón 1945. (Biblioteca argentina de arte)
- La sculpture en ronde-bosse au XIVe siècle dans le duché de bourgogne. Paris, Clavreuill 1954 (Cahiers d'archéologie et d'histoire de l'art, Bd. 1)
- (Hrsg.): Das Stundenbuch des Etienne Chevalier. München : Praeger, 1971. ISBN 3-7796-8502-7
- Jean Fouquet. An der Schwelle zur Renaissance. Dresden : Verlag der Kunst 1994. ISBN 3-364-00306-8